# George Campbell (zawodnik lacrosse)
George Herrold „Doc” Campbell (ur. 1 lutego 1878 w Orangeville, zm. 4 listopada 1972 tamże) – kanadyjski zawodnik lacrosse.
Na igrzyskach olimpijskich w 1908 w Londynie wraz z kolegami zdobył złoty medal.
Ukończył studia dentystyczne na University of Toronto w 1902 i rozpoczął praktykę stomatologiczną, którą kontynuował aż do 1972. Zakończył ją w wieku 94 lat, dwa tygodnie przed śmiercią. Był przez pewien czas prezesem Canadian Dental Association. Od 1914 do 1916 był burmistrzem Orangeville.